# Геологія Росії
Геологія Росії
У межах Росії розрізнюють платформи і складчасті області. Європейська частина Росії розташована на Східно-Європейській платформі. У основі платформи залягають магматичні і метаморфічні породи докембрію. Територія між Уральськими горами і р. Єнісей зайнята молодою Західно-Сибірською платформою. На схід від р. Єнісей знаходиться давня Сибірська платформа, що тягнеться до р. Лени і що відповідає в основному Середньо-Сибірському плоскогір'ю. У крайових частинах платформ є поклади нафти, природного газу, вугілля. До складчастих областей Росії належать Балтійський щит, Урал, Алтай, Урало-Монгольський епіпалеозойський складчастий пояс, півн.-зах. частина Тихоокеанського складчастого пояса і невеликий відрізок зовн. зони Середземноморського складчастого пояса. Найвищі гори — Кавказ — приурочені до більш молодих складчастих областей. У складчастих областях знаходяться основні запаси металевих руд.
Фундамент Східно-Європейської платформи представлений метаморфічними гірськими породами нижнього і верхнього архею і місцями нижнього протерозою, прорваними гранітоїдними інтрузивами. Чохол утворений відкладами рифею, венду і фанерозою. Основні структури платформи: Балтійський щит (східна частина) і Російська плита, в межах якої виділяють Воронезьку і Волго-Уральську антеклізи, Московську і Мезенську синеклізи. Фундамент платформи розтинається рифейськими авлакогенами — Пачелмським, Сєрноводсько-Абдулінським, Казансько-Сергіївським, Кіровським, Середньоруським, Московським, Кандалакшським, Керецько-Лешуконським і іншими. Внутрішня будова фундаменту характеризується наявністю великих блоків архейських порід і вузьких поясів, які їх розділяють і складаються з товщ нижнього протерозою. На рубежі раннього протерозою і рифею в західних районах Російської плити відбулося впровадження гранітів рапаківі. З нижньопротерозойськими товщами пов'язані найбільші родовища залізних руд КМА, а також мідно-нікелевих руд на Кольському п-ові (Печенга). Платформний чохол поділяється на 2 частини: нижню, утворену гірськими породами рифею і нижнього венду, виконує авлакогени; верхню, складену верхнім вендом — кайнозоєм, що утворює синеклізи і антеклізи. Траповий магматизм виявлявся на Російській плиті в рифеї, венді і девоні. Лужні інтрузії середнього палеозою відомі на Кольському п-ові; з ними пов'язані великі поклади апатитових руд. До платформного чохла приурочені також родовища кам'яного вугілля, горючих сланців, нафти і газу, бокситів.
Сибірська платформа має епіархейський вік. У межах платформи виділяються Алданський щит і Лено-Єнісейська плита, серед головних структурних елементів якої — Алданська і Анабарська антеклізи, Тунгуська і Вілюйська синеклізи, Ангаро-Ленський перикратонний прогин, Лено-Анабарський, Ангаро-Вілюйський і Єнісей-Хатангський прогини, Оленекське, Турухано-Норільське і Пеледуйське підняття, Нюйська, Березовська, Іркутська, Канська, Лінденська, Усть-Алданська, Чульманська, Токкінська западини. Фундамент платформи розтинається рифейськими авлакогенами — Іркініївським, Урінським, Уджінським, Кютюнгдінським, Котуйканським і Мархінським, а також девонським Патомсько-Вілюйським авлакогеном по осі Вілюйської синеклізи. Фундамент платформи складається переважно архейськими глибокометаморфізованими породами, перекритими нижньопротерозойськими теригенними відкладами удоканської серії (протоплатформний чохол), з якою пов'язано велике родовище міді. Верхній поверх поділяється на ряд комплексів, відмінних один від одного складом порід і структурним планом. В Сибірській платформі виявляє себе ультраосновний лужний, лужний, гранітоїдний лужний і траповий магматизм в рифеї — ранньому кембрії, середньому палеозої, пізньому палеозої — ранньому мезозої і в пізньому мезозої. Особливе місце в структурі Сибірської платформи займає Тунгуська трапова синекліза. З чохлом Сибірської платформи пов'язані найбільші в РФ поклади кам'яного вугілля, кам'яних і калійних солей, нафти і газу; з траповими інтрузіями — мідно-нікелеві родовища Норильська, а з кімберлітовими трубками — алмази.
У будові Ураломонгольського епіпалеозойського складчастого поясу, що розділяє 2 давні платформи, виділяються області рифейської, байкальської, салаїрської, каледонської і герцинської складчатостей. Єнісеє-Саяно-Байкальська область рифейської і байкальської складчастості обрамовує з Сибірську платформу. До неї належать Єнісейський кряж, більша (північно-східна) частина Східних Саян, Хамар-Дабан і все Західне Забайкалля до Нічатського розлому на сході і Головного Монголо-Охотського розлому на півдні. Тимано-Печорська епібайкальска плита обрамовує Східно-Європейську платформу з північного сходу. У її складі виділяються Тимано-Канінське підняття і Печорська синекліза, яка поділяється Печоро-Кожвінським, Колвінським і Сорокіна валами на Іжма-Печорську, Денисівську і Хорейверську западини. З палеозойськими відкладами плити пов'язані великі родовища нафти і газу. Східно-Саянська — Кузнецька салаїрська складчаста система складається із зон Кизир-Кізірської, Кузнецького Алатау і Гірської Шорії, розділених докембрійським Хакаським масивом, на який накладені в девоні Мінусінські западини. На південному сході системи знаходиться Тувінський масив рифейської консолідації, з накладеним на нього салаїрським Харальським прогином. Західно-Саянська — Гірська Алтайська (див. Алтай) каледонська складчаста система складена вулканогенно-осадовими евгеосинклінальними товщами верхнього рифею-венду і кембрію. До салаїридів та каледонідів приурочені родовища руд заліза в Гірській Шорії, тальку і азбесту, пластові поклади фосфоритів, родовища руд молібдену і вольфраму. Зайсан-Гобійська герцинська складчаста область займає осьове положення в Урало-Монгольському поясі і складається з Том-Коливанської, Салаїрської, Ануйсько-Чуйської, Рудноалтайської і Західно-Калбінської систем. Геосинклінальний комплекс головним чином представлений девонськими і нижньокам'яновугільними утвореннями. Уральська герцинська складчаста система тягнеться в меридіональному напрямі на 2500 км і поділяється на міогеосинклінальну Західну зону і евгеосинклінальну Східну зону. Вздовж межі зі Східно-Європейською платформою розташовується Передуральський крайовий прогин, виконаний пермськими товщами з родовищами кам'яного вугілля на півночі і калійних солей в середній частині прогину (див. Урал).
Західно-Сибірська плита має гетерогенний фундамент, складений герцинськими, каледонськими, салаїрськими, байкальськими і добайкальськими комплексами порід (див. Західно-Сибірська плита). Родовища нафти в позитивних структурах чохла пов'язані з пісковиками юри і нижньої крейди, в той час як газові родовища зосереджені у відкладах сеноманського і кампанського ярусів. До палеогенових порід Зауралля приурочені родовища марганцю. На південний схід від Сибірської платформи розташовується Монголо-Охотська складчаста область, відокремлена від древніших північних регіонів великим тектонічним швом — Головним Монголо-Охотським глибинним розломом. У складі області виділяються 3 сектори: Східно-Забайкальський, Верхньоамурський і Приохотський. З Монголо-Охотською областю пов'язані родовища руд поліметалів, олова, вольфраму і молібдену, арсену, сурми та інших копалин.
Південніше знаходиться Буреїнський масив, на якому виділяються Зея-Буреїнська западина і Буреїнський прогин, виконані континентальним відкладами юри, крейди і палеогену. Серед рифейських товщ масиву знаходиться велике залізорудне родовище (джеспіліти).
Середземноморський складчастий пояс заходить на територію РФ своєю зовнішньою частиною (Скіфська плита, північний схил і західна частина Великого Кавказу). Мегантиклінорій Великого Кавказу входить до складу РФ своєю північною частиною. З зоною Передового хребта пов'язані родовища мідно-колчеданових і молібдено-вольфрамових руд, а з Передкавказькими крайовими прогинами — поклади нафти і газу.
Тихоокеанський складчастий пояс на території РФ представлений крайньою північно-західною частиною, в межах якої розташовані древні дорифейські масиви, області мезозойської і кайнозойської складчастостей, і сучасні тектонічно активні зони. На північному сході знаходиться Верхояно-Чукотська складчаста область з Охотським, Омолонським, Чукотським і Колимським давніми серединними масивами. У межах цієї області виділяються Верхояно-Колимська система, що виникла в основному на архейській континентальній корі, і Новосибірсько-Чукотська. Ці системи розділяються Святоносько-Олойським крейдовим вулканічним поясом. У Верхояно-Чукотській області відомі родовища золота, пов'язані з юрськими і нижньокрейдовими гранітними інтрузіями, а також олова, вольфраму і ртуті. Великі поклади кам'яного вугілля укладені в моласах Передверхоянського прогину і Зирянської западини.
Сіхоте-Алінська складчаста система обмежена Буреїнським та Ханкайським масивами і складається з декількох субмеридіональних зон, західні з яких накладені на докембрійську континентальну основу, а східні — на океанічну кору доверхньопермського віку. Мілководні кембрійські вапняки відомі в західній зоні, по східній околиці якої в девоні заклався вулканічний пояс. Карбон і перм представлені вапняками і вулканітами. Східні зони складені потужними товщами теригенно-туфогенно-кременистих геосинклінальних відкладів тріасу і юри. Серед найважливіших відомі родовища руд олова, золота, свинцю, цинку, ртуті.
Коряцька складчаста область поділяється на Тайгоносько-Західно-Коряцьку, Центральну і Східну складчасті системи дуже складної лускато-насувної і покривної будови. Розріз в західних зонах представлений товщею геосинклінальних кременисто-вулканогенних і карбонатно-теригенних (ордовик — аптський ярус крейди) гірських порід, незгідно перекритих моласовим комплексом морських і континентальних альб-туронських відкладів. Всі палеозойські і мезозойські прогини закладалися на корі океанічного типу, представленій офіолітами.
Західно-Камчатська складчаста ларамійська система є теригенним геосинклінальним комплексом верхньої крейди, що наклався на граніто-ґнейсовий і сланцево-базитовий фундамент, а після складчастості виявився перекритим палеоген-неогеновими породами. У Центрально- і Східно-Камчатсько-Олюторській системах комплекс верхньої крейди нарощується вулканогенно-осадовою товщею палеогену. У пізньому пліоцені — ранньому плейстоцені в Центральній зоні сформувалися великі щитові базальтові вулкани. Східна зона характеризується накладеним сучасним вулканізмом (28 діючих вулканів), приуроченим до молодих ґрабеноподібних структур.
Курильська острівна дуга, що складається з Великої і Малої гряд, нараховує 39 діючих вулканів, і складена крейдовими та четвертинними вулканогенно-осадовими і вулканогенними утвореннями. Дуга роздроблена системою молодих поперечних ґрабенів, а перед її фронтом, як і перед Східною Камчаткою, розташовується глибоководний жолоб.
Сахалінська кайнозойська складчаста область поділяється на Східну і Західну зони, розділені Центральносахалінським ґрабеном. З Північно-Сахалінською западиною пов'язані родовища нафти і газу, а до гірських порід середнього міоцену на острові приурочені поклади кам'яного вугілля.